# Guilherme Biro (calciatore 2004)
Guilherme Biro, pseudonimo di Guilherme Sucigan Mafra Cunha (Campinas, 20 aprile 2004), è un calciatore brasiliano, centrocampista dello Sharjah in prestito dal Corinthians.

## Carriera

### Club
Guilherme Biro ha iniziato a giocare a calcio nel Corinthians dove è approdato nel 2016 all'età di dodici anni. Nel dicembre 2020 ha firmato il suo primo contratto professionistico con il club brasiliano, valido fino al 2023. Ha debuttato in prima squadra il 2 luglio 2022 nella trasferta di Série A persa 4-0 contro il Fluminense. Il 3 marzo 2023 ha rinnovato il contratto in scadenza fino al 2027.

### Nazionale
Nel dicembre del 2022 è stato incluso nella rosa brasiliana partecipante al campionato sudamericano Under-20 del 2023, tenutosi in Colombia. Il 23 febbraio si è laureato campione grazie alla vittoria per 2-0 sull'Uruguay. Successivamente ha preso parte anche al campionato mondiale tenutosi in Argentina.

## Statistiche

### Presenze e reti nei club
Statistiche aggiornate al 13 dicembre 2024.
| Stagione           | Squadra            | Campionato         | Campionato | Campionato | Coppe nazionali | Coppe nazionali | Coppe nazionali | Coppe continentali | Coppe continentali | Coppe continentali | Altre coppe | Altre coppe | Altre coppe | Totale | Totale | Totale |
| Stagione           | Squadra            | Comp               | Pres       | Reti       | Comp            | Pres            | Reti            | Comp               | Pres               | Reti               | Comp        | Pres        | Reti        | Pres   | Reti   |        |
| ------------------ | ------------------ | ------------------ | ---------- | ---------- | --------------- | --------------- | --------------- | ------------------ | ------------------ | ------------------ | ----------- | ----------- | ----------- | ------ | ------ | ------ |
| 2021               | Corinthians        | A1/SP              | 0          | 0          |                 | -               | -               |                    | -                  | -                  |             | -           | -           | 0      | 0      |        |
| 2022               | Corinthians        | A1/SP+A            | 0+2        | 0          | CB              | 0               | 0               |                    | -                  | -                  |             | -           | -           | 2      | 0      |        |
| 2023               | Corinthians        | A1/SP+A            | 0+11       | 0          | CB              | 1               | 0               | CL+CS              | 1+4                | 0                  |             | -           | -           | 6      | 0      |        |
| gen-set 2024       | Corinthians        | A1/SP+A            | 3+3        | 0+0        | CB              | 3               | 0               | CS                 | 1                  | 0                  |             | -           | -           | 10     | 0      |        |
| Totale Corinthians | Totale Corinthians | Totale Corinthians | 19         | 0          |                 | 4               | 0               |                    | 6                  | 0                  |             | -           | -           | 18     | 0      |        |
| 2024-2025          | Sharjah            | PL                 | 5          | 3          |                 | -               | -               | CL2                | 5                  | 0                  |             | -           | -           | 10     | 3      |        |
| Totale carriera    | Totale carriera    | Totale carriera    | 24         | 3          |                 | 4               | 0               |                    | 11                 | 0                  |             | -           | -           | 28     | 3      |        |

## Palmarès

### Club

#### Competizioni internazionali
- AFC Champions League Two: 1

Sharjah: 2024-2025

### Nazionale
- Campionato sudamericano Under-20: 1

Colombia 2023